# Fiona Staples
Fiona Staples   (Alberta, segle XX) és una artista de còmic canadenca, reconeguda pels seus treballs a North 40, DV8: Gods and Monsters, T.H.U.N.D.E.R. Agents i Saga. És considerada como una de les millors artistes de la indústria actual i ha guanyat nombrosos premis, sobretot per la sèrie Saga.

## Biografia
El primer treball publicat de Staples va ser Amphibious Nightmare, un còmic inclòs en l'antologia 24 Hours Comics Day Highlight el 2005. L'any següent va publicar la seva primera sèrie, Down to Death amb l'escriptor Andrew Foley. Ha participat en diversos projectes com Trick 'r Treat, The Secret History of the Autorithy, escrita por Mike Costa i Button Man de Frazer Irving.
El 2012 Image Comics comença a publicar el primer volum de Saga, una sèrie còmic de ciència-ficció escrita per Brian K. Vaughan i il·lustrada per Fiona Staples. La dibuixant és co-propietaria de Saga, dissenyadora de tots els personatges i de totes les naus. Aquesta sèrie ha guanyat nombrosos premis Eisner i ha consagrat als seus creadors.